# گرمای خورشید
گرمای خورشید (به انگلیسی: Sunland Heat) یک فیلم رزمی آمریکایی به کارگردانی هالدر گومز با بازی جی. جی. پری محصول سال ۲۰۰۴ است.

## داستان
جنیفر یک رزمی کار المپیکی در کلاس جهانی است که پس از ازدواج ناموفق با میلیونر دنیل هاوارد، در تلاشی ناامیدانه به برزیل نقل مکان می‌کند تا خود را از گذشته اش جدا کند و …

## بازیگران
- الکس ون هاگن در نقش جنیفر
- جی. جی. پری در نقش متیوز
- جی ریچاردسون در نقش دانیل
- آندره لیما در نقش جان پل
- لورا پوتنی در نقش جکی
- هالدر گومز در نقش کارلوس
- اودیلون کامارگو در نقش روی
- الکساندر پیکارلی در نقش مارک

## تولید
هالدر گومز که به عنوان بدلکار در فیلم‌های رزمی آمریکایی کار می‌کرد، ایده تولید یک فیلم رزمی را که در شهر تولدش، فورتالزا، سئارا فیلم‌برداری شده بود، به وجود آورد. با این حال، گومز هیچ فیلمنامه‌ای آماده نکرد، سپس به یک مدرسه فیلم محلی رفت و اعلام کرد که به دنبال یک فیلمنامه‌نویس برای یک فیلم هنرهای رزمی است. گام بعدی جمع‌آوری سرمایه بود که از طریق مشوق‌های مالیاتی دولتی انجام شد. برای انتخاب بازیگر، گومز یک تبلیغ در حدود ۳۰۰۰ ارسال دریافت کرد. او نگران انتخاب بازیگرانی بود که قبلاً به کشور دیگری سفر کرده بودند، زیرا فکر می‌کرد که اخیراً حملات ۱۱ سپتامبر می‌تواند بر عملکرد بازیگر تأثیر بگذارد. این فیلم هم در سئارا و هم در لس آنجلس در مدت چهار هفته فیلمبرداری شد.